# Jordan Alexander
Pour les articles homonymes, voir Alexander.
Jordan Alexander, née le 27 juillet 1993 à Vancouver, est une actrice canadienne. Elle est principalement connue pour son rôle de Julien Calloway dans Gossip Girl (2021).

## Biographie
Jordan Alexander est née le 23 juillet 1993 à Vancouver et a grandi à Toronto, en Ontario. Elle est d'origine allemande, irlandaise et mixte afro-américaine.

## Carrière
En 2018, elle a sorti son premier album, The Lonely Hearts Club, et l'a suivi en sortant le single "You", deux ans plus tard.
En 2020, Alexander a joué Elsie / Maya lors de la deuxième saison de la série Facebook Watch Sacred Lies : The Singing Bones. Depuis 2021, elle incarne Julien Calloway, une élève d'une école privée dans la série télévisée dramatique pour adolescents Gossip Girl, lancée sur HBO Max.

## Filmographie

### Cinéma
- 2012 : Please Kill Mr. Know It All : Jolie fille #2

### Télévision

#### Séries télévisées
- 2010 : Buzz Mag : Chloe
- 2010 : Rookie Blue : Mia
- 2016 : Unbury the Biscuit : Liz (4 épisodes)
- 2020 : Sacred Lies : Elsie (10 épisodes)
- 2021 : Gossip Girl : Julien Calloway (10 épisodes)
- 2025 : The Institute